# Lorenzo Baldassarri

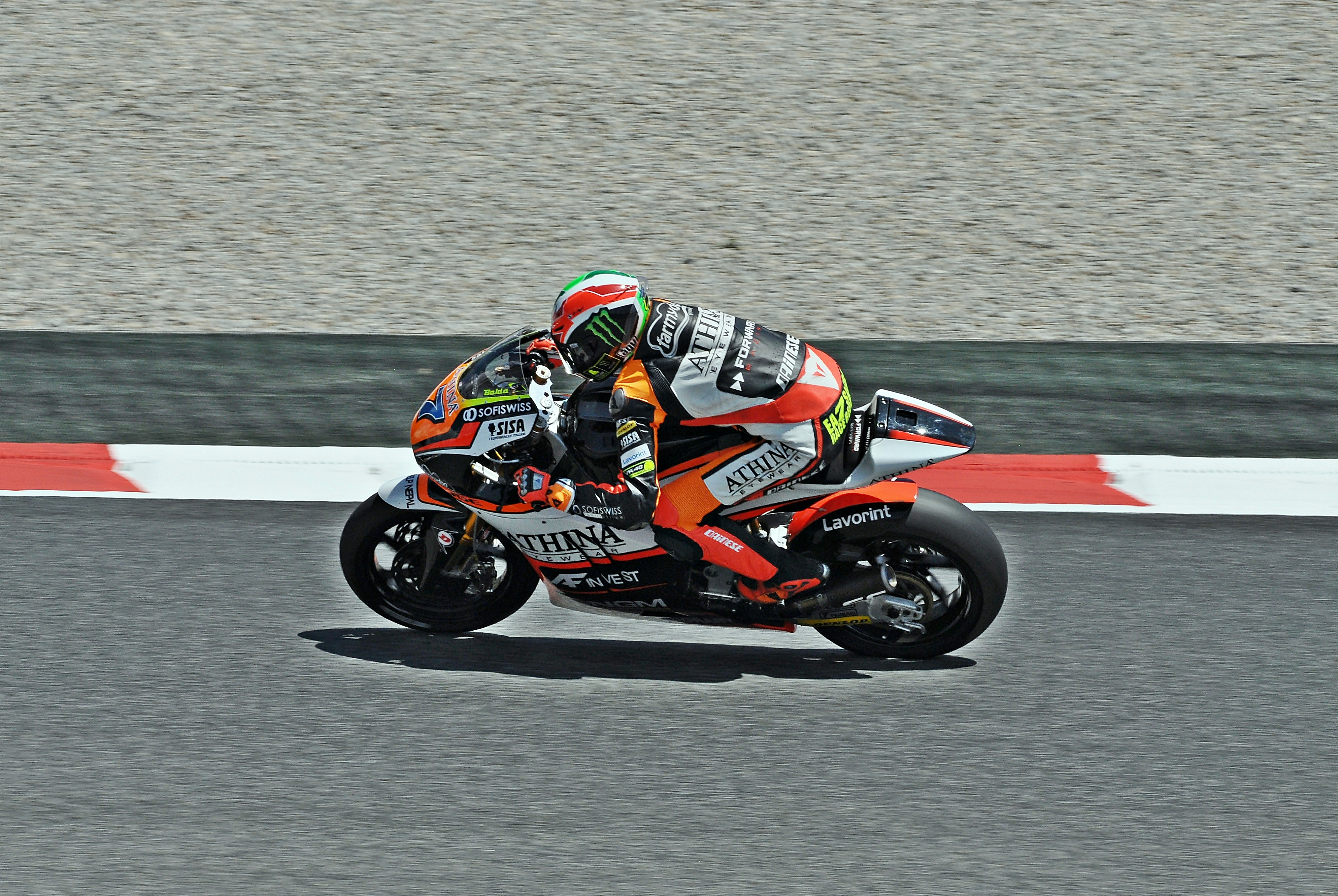
Lorenzo Baldassarri, Kataloniens GP 2015.

Lorenzo Baldassarri, född 6 november 1996 i San Severino Marche är en italiensk roadracingförare. Han tävlar sedan 2014 i Moto2-klassen i världsmästerskapen i Grand Prix Roadracing.

## Tävlingskarriär
Baldassarri började tävla i roadracingklassen minibike 2004 och fortsatte upp genom klasserna i Italien och Spanien. 2011 vann han Red Bull MotoGP Rookies Cup och kom 2012 på åttondeplats i öppna spanska mästerskapen i Moto3. Han gjorde VM-debut säsongen 2013 i Moto3-klassen vid Qatars Grand Prix. Han körde en FTR Honda för Gresini Racing den säsongen, men tog inga poäng. Eftersom Baldassarri är 183 cm lång och därmed något storvuxen för Moto3, flyttade Gresini upp honom i Moto2-klassen till Roadracing-VM 2014. Han kom på 25:e plats i VM. Roadracing-VM 2015 bytte Baldassarri team till Forward Racing och kom nia i VM. Han tog sin första pallplats med tredjeplatsen i Australien. Baldassarri fortsatte hos Forward säsongen 2016 och tog sin första Grand Prix-seger den 11 september 2016 då han vann San Marinos Grand Prix på Misanobanan. Han kom åtta i VM 2016. Baldassarri fortsatte hos Forward i Moto2 2017. Säsongen förstördes av skador, bland annat den vådliga kraschen på TT Circuit Assen. Till säsongen 2018 bytte han team till Pons Racing. Han vann Spaniens Grand Prix och slutade femma i VM. Baldassarri fortsatte hos Pons 2019. Baldassarri vann tre av de fyra första deltävlingarna och ledde VM, men sedan vände resultaten nedåt och det blev inga fler pallplatser. Baldassarri slutade på sjunde plats i VM. Han fortsätter hos Pons Racing 2020.

### VM-säsonger
| Säsong | Klass | VM- plac. | Poäng | 1/2/3- plac. | Starter | Motorcykel | Team                 | Startnr |
| ------ | ----- | --------- | ----- | ------------ | ------- | ---------- | -------------------- | ------- |
| 2013   | Moto3 | -         | 0     | - / - / -    | 17      | FTR Honda  | Go&Fun Gresini Moto3 | 77      |
| 2014   | Moto2 | 25        | 20    | - / - / -    | 18      | Suter      | Gresini Moto2        | 7       |
| 2015   | Moto2 | 9         | 96    | - / - / 1    | 17      | Kalex      | Forward Racing       | 7       |
| 2016   | Moto2 | 8         | 127   | 1 / 1 / -    | 17      | Kalex      | Forward Team         | 7       |
| 2017   | Moto2 | 16        | 51    | - / - / -    | 16      | Kalex      | Forward Team         | 7       |
| 2018   | Moto2 | 5         | 162   | 1 / 3 / 1    | 18      | Kalex      | Pons HP40            | 7       |
| 2019   | Moto2 | 7         | 171   | 3 / - / -    | 19      | Kalex      | Pons HP40            | 7       |
| 2020   | Moto2 |           |       |              |         | Kalex      | Pons HP40            | 7       |

## Framskjutna placeringar
Uppdaterad till 2020-03-09.
| Nr | Grand Prix | År   |
| -- | ---------- | ---- |
| 1  | San Marino | 2016 |
| 2  | Spanien    | 2018 |
| 3  | Qatar      | 2019 |
| 4  | Argentina  | 2019 |
| 5  | Spanien    | 2019 |

| Nr | Grand Prix | År   |
| -- | ---------- | ---- |
| 1  | Italien    | 2016 |
| 2  | Qatar      | 2018 |
| 3  | Italien    | 2018 |
| 4  | Japan      | 2018 |
| 5  | Qatar      | 2020 |

| Nr | Grand Prix | År   |
| -- | ---------- | ---- |
| 1  | Australien | 2015 |
| 2  | Aragonien  | 2018 |